# Květen 2019

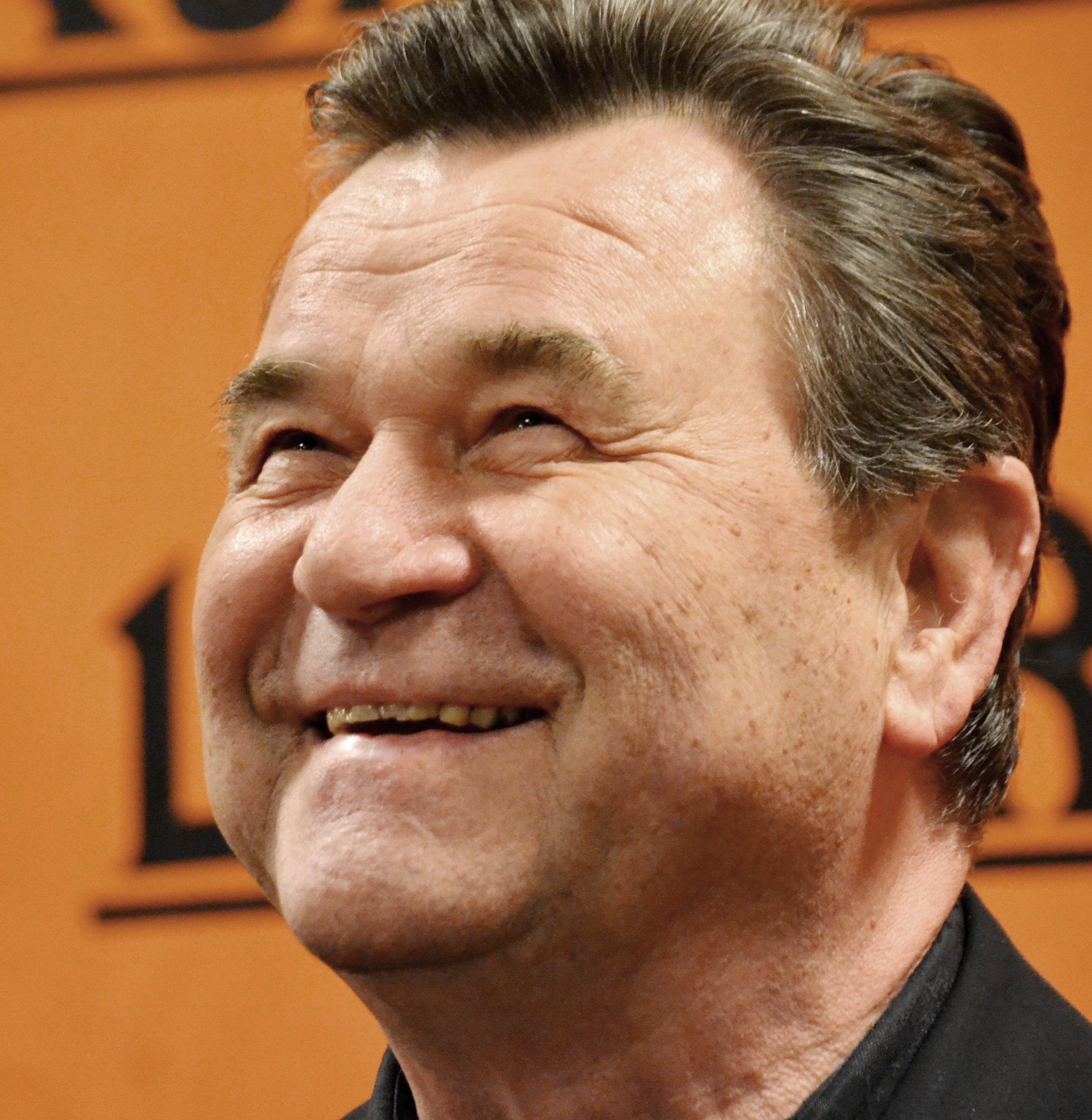
Václav Postránecký

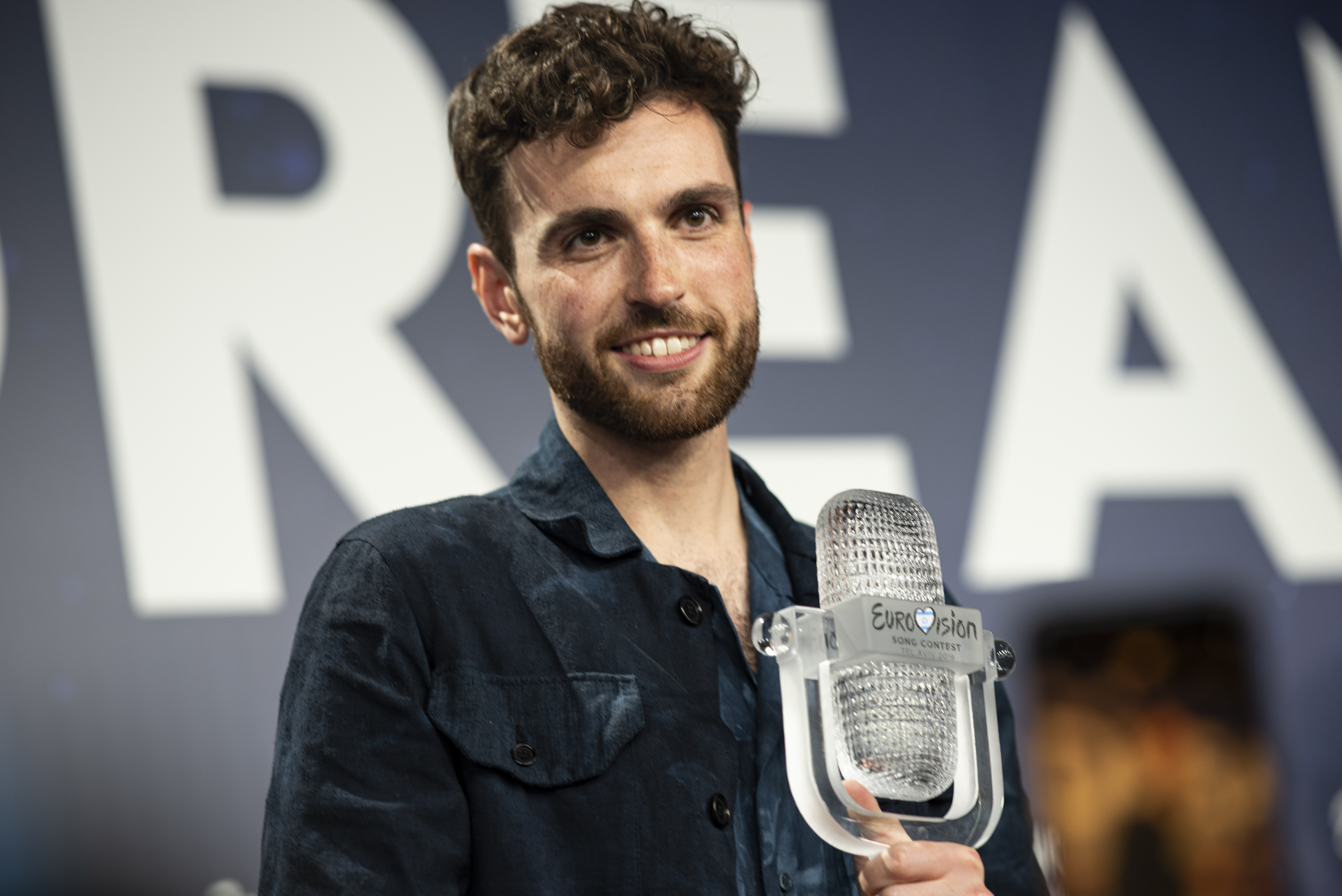
Duncan Laurence

Toto je archivovaný článek z portálu Aktuality.
1. května – středa

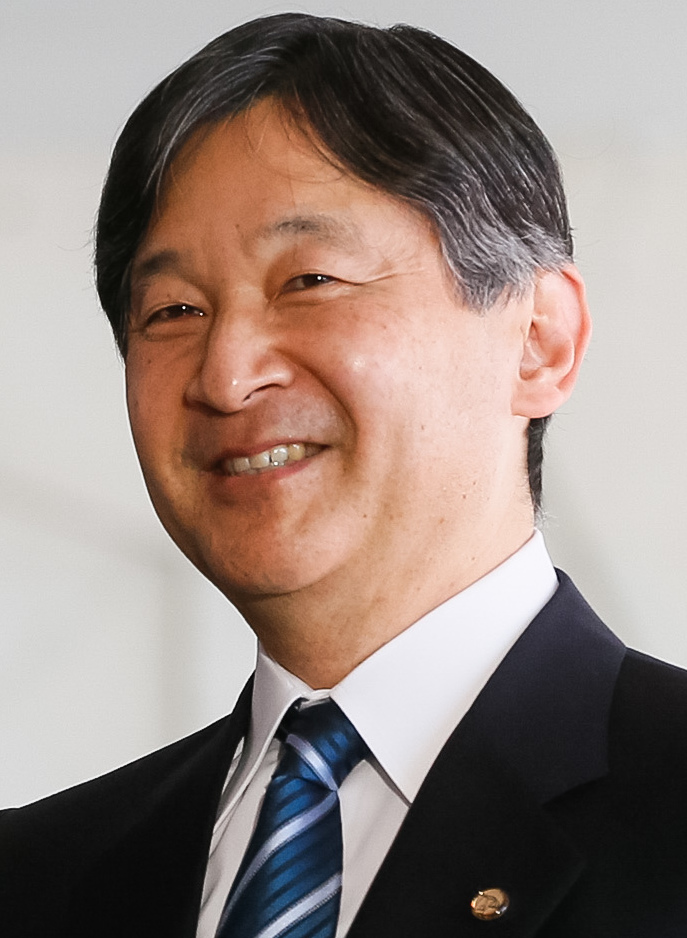
císař Naruhito

 Na japonský trůn usedl nový císař Naruhito (na obrázku) a vystřídal zde svého otce Akihita, který předešlého dne abdikoval po 30 letech vládnutí.
 Britská premiérka Theresa Mayová odvolala z funkce ministra obrany Gavina Williamsona, kvůli únikům informaci o čínském výrobci mobilních technologii Huawei, který se v Británií podílí na výstavbě sítě 5G.
 Zakladatel serveru WikiLeaks Julian Assange byl v Británii odsouzen k trestu 50 týdnů odnětí svobody za porušení podmínek kauce. Hrozí mu však možnost vydání do USA, kde může dostat mnohem přísnější trest za vyzrazení přísně tajných informací.
 Policie České republiky zasáhla proti účastníkům krajně pravicové demonstrace, kteří nedbali výzvy k jejímu rozpuštění.

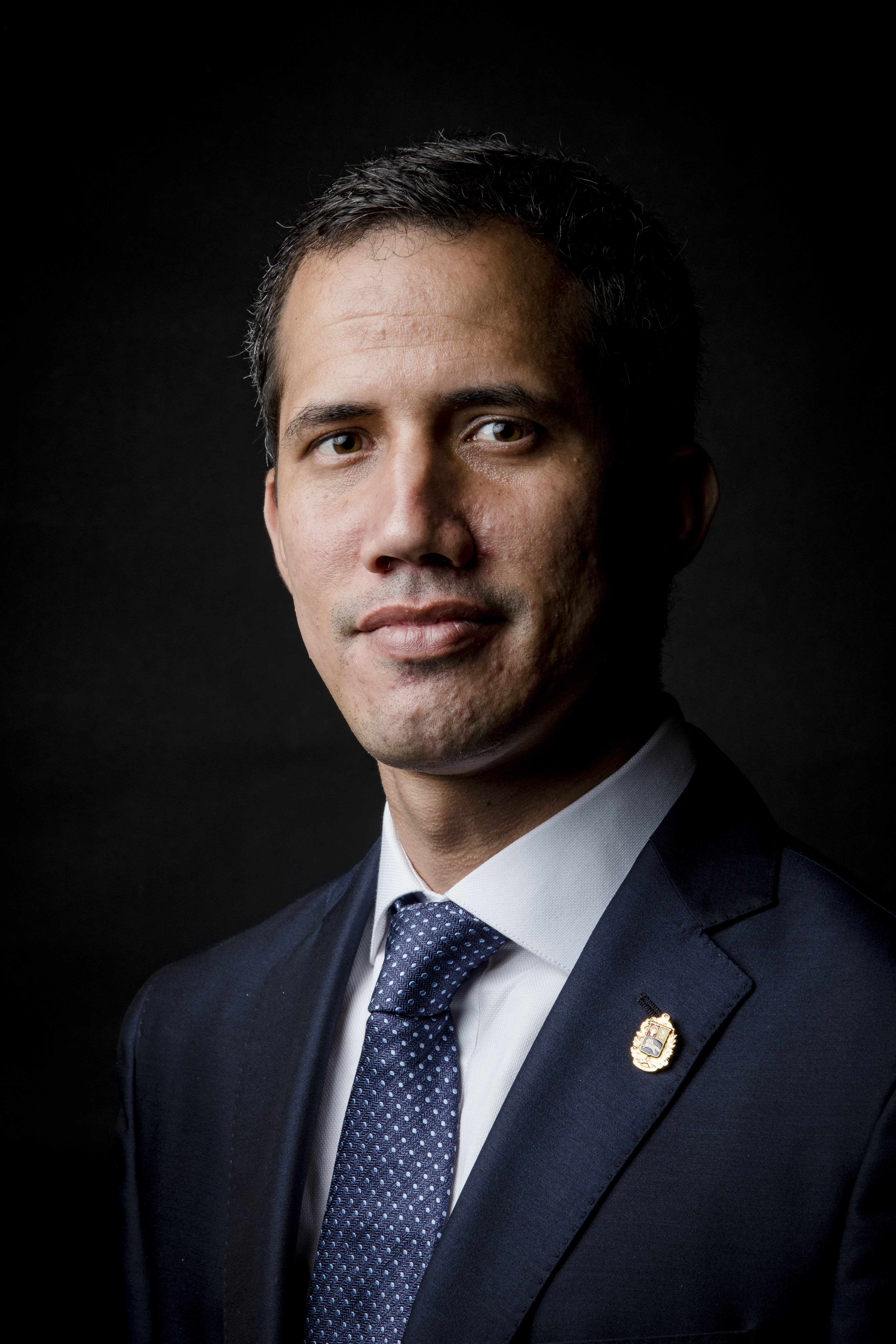
Juan Guaidó

2. května – čtvrtek
 Během četných demonstrací a násilných střetů příznivců venezuelského prezidenta Nicoláse Madura a opozičního vůdce Juana Guaidóa (na obrázku) byli usmrceni nejméně 4 lidé a je hlášeno minimálně 230 zraněných.
3. května – pátek
 Na pobřeží indického svazového státu Urísa udeřil silný cyklón Fani. Z pobřežních oblastí bylo evakuováno 780 000 lidí.
4. května – sobota

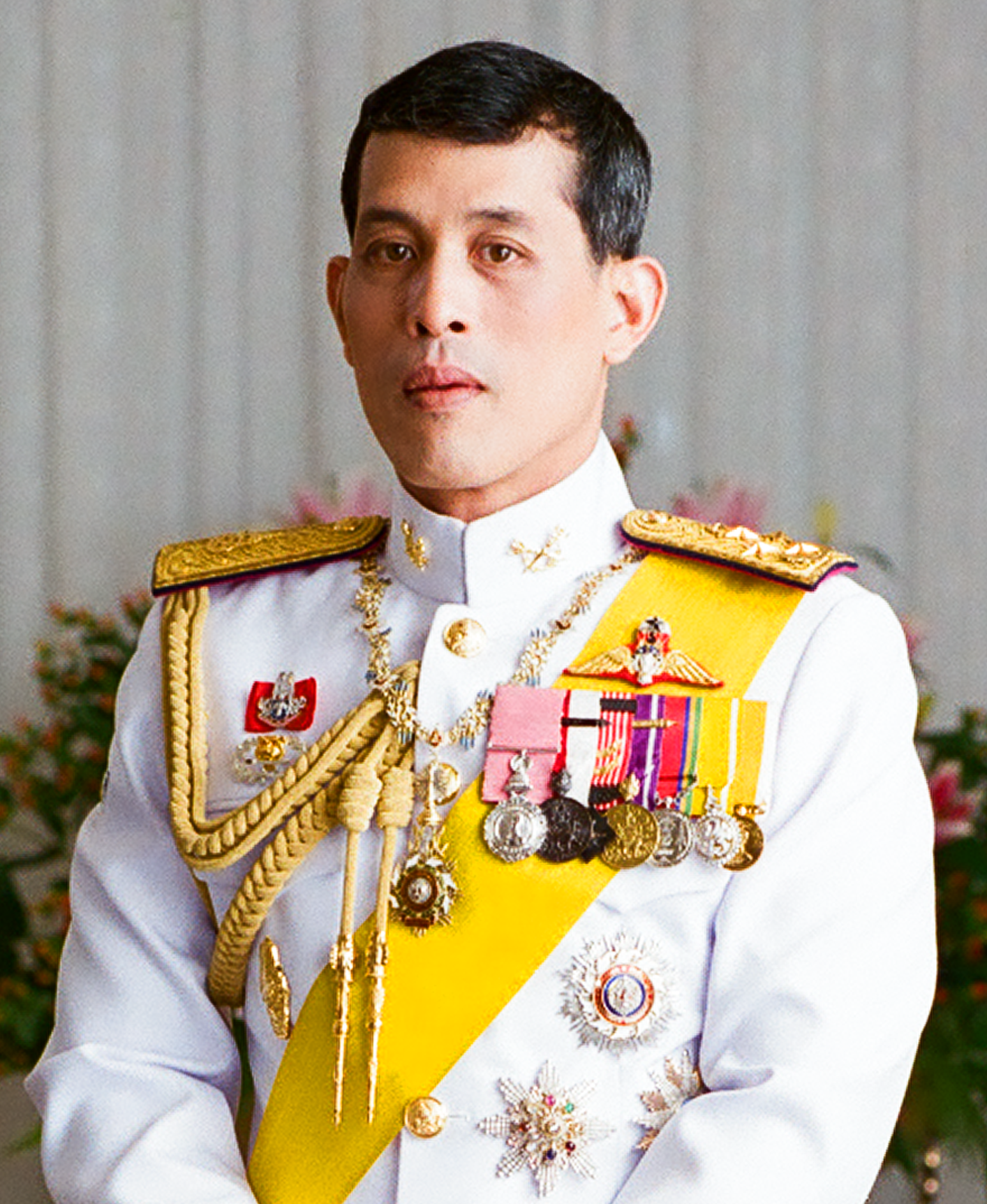
Ráma X.

 Po dvouročním období smutku od smrti Pchúmipchona Adunjadéta byl korunován nový král Ráma X. (na obrázku).
5. května – neděle
 V druhém kole severomakedonských prezidentských voleb zvítězil kandidát vládní sociální demokracie Stevo Pendarovski před opoziční Gordanou Siljanovskou Davkovou s poměrem 52 % ku 44,7 % hlasů.
 V Moskvě došlo k havárii letadla Suchoj Superjet 100 na lince Aeroflot 1492, při níž zemřelo 41 lidí.
6. května – pondělí
 Princi Harrymu, vévodovy ze Sussexu a jeho manželce Meghan se narodil syn Archie.
 Mezivládní panel OSN pro biodiverzitu a ekosystémové služby (IPBES) zveřejnil zprávu o stavu světové populace rostlin a živočichů, podle níž v dohledné době hrozí vyhynutí milionu druhů.
7. května – úterý
 Ve věku 75 let zemřel Václav Postránecký (na obrázku), herec, režisér a divadelní pedagog.
8. května – středa
 Dochází k dalšímu zvyšování napětí mezi Íránem a USA – prezident Hasan Rúhání oznámil zastavení plnění „některých závazků“ plynoucích z mezinárodní jaderné dohody podepsané v roce 2015 a Donald Trump uvalil nové americké sankce na vývoz íránských průmyslových kovů a pohrozil dalšími kroky.
10. května – pátek
 Spojené státy zvýšily cla na dovoz čínského zboží v ročním objemu 200 miliard amerických dolarů (4,6 bilionu korun) na 25 procent místo dosavadních deseti.
11. května – sobota
 Kubánská vláda oznámila, že kvůli vážné ekonomické krizi v zemi spouští přídělový systém na některé základní potraviny, ale např. i na mýdlo. Ze zhoršení hospodářské situace obvinila administrativu Spojených států, která zpřísnila obchodní embargo pro Havanu a dále i pokles dovozu levné ropy ze spřátelené Venezuely.
12. května – neděle
 Během protivládních demonstrací v Tiraně došlo k násilným střetům s policií a je hlášena řada zraněných. Demonstrující požadují odstoupení albánské vlády Ediho Ramy kvůli údajné korupci, napojení na organizovaný zločin a podvodům při parlamentních volbách v roce 2017.
13. května – pondělí
 Třetí týden po sobě se ve více než stovce českých obcí konaly demonstrace v rámci kampaně Milion chvilek pro demokracii proti jmenování ministryně spravedlnosti Marie Benešové a proti premiéru Andreji Babišovi.
14. května – úterý
 Válka v Jemenu: Hútíjské drony poškodily ropovod společnosti Saudi Aramco spojující ropné pole Ghawar s pobřežím Rudého moře.
 Americká výprava Five Deep Expeditions vytvořila nový rekord v hlubokomořském ponoru, když se v Marianském příkopu dostala do hloubky 10 928 metrů a oceánolog Victor Vescovo zde po dobu 4 hodin dokumentoval podmořský život. Objevil zde přitom i plastový odpad.
 Americká společnost Facebook oznámila, že její produkt WhatsApp obsahuje bezpečnostní chybu zneužívanou izraelským špionážním programem.
 Český prezident Miloš Zeman s manželkou Ivanou a doprovodem odcestoval na třídenní oficiální návštěvu Maďarska.
16. května – čtvrtek
 Obchodní válka: Ministerstvo obchodu Spojených států zařadilo čínskou firmu Huawei a jejích 70 poboček na černou listinu. Společnosti Huawei se tímto může zkomplikovat přístup k součástkám pro jí vyráběná zařízení ze Spojených států.
17. května – pátek
 Tchaj-wan jako první stát v Asii uzákonil stejnopohlavní manželství.
18. května – sobota
 Vítězem Eurovision Song Contest 2019 se stal nizozemský zpěvák Duncan Laurence (na obrázku) s písní „Arcade“.
19. května – sobota
 Čínské firmy provádějí v sibiřských lesích masivní těžbu dřeva. Podle údajů za rok 2017 vytěžily přes 22 milionů tun, přibližně čtvrtinu celkové těžby v Rusku. Předpokládá se přitom, že dvě třetiny lesů Číňané vytěží nelegálně.
20. května – pondělí
 V indonéských prezidentských volbách zvítězil úřadující prezident Joko Widodo s 55,5% hlasů. Soupeř Prabowo Subianto spojovaný s někdejším suhartovským diktátorským režimem získal 45,5%.
 Nově inaugurovaný prezident Ukrajiny Volodymyr Zelenskyj rozpustil parlament. Během dvou měsíců plánuje vyměnit i některé členy vlády.
 Ministerstvo financí představilo státní rozpočet pro rok 2020 se schodkem 40 miliard korun.
 Ve věku 70 let zemřel rakouský pilot Formule 1 Niki Lauda.
 Vstoupily v platnost nové definice některých základních jednotek soustavy SI.
21. května – pondělí
 Tlaková níže Axel a s ní spojené silné srážky působí značné materiální škody v Německu a východním Švýcarsku. Na řadě míst byla přerušena silniční i železniční doprava, v Berlíně byl vyhlášen na čas i mimořádný stav.
 Mohutný lesní požár v kanadské provincii Alberta zničil již přibližně 70 000 hektarů lesů a stále není pod kontrolou. Obyvatelé městečka High Level byli evakuováni a byly uzavřeny některé úseky dálnic.
22. května – úterý
 Česko a další státy zasáhly povodně. V některých oblastech dosahovaly řeky až třetího stupně povodňové aktivity. V následující dnech by mělo i nadále pršet.
23. května – čtvrtek
 Indické parlamentní volby vyhrála Indická lidová strana v čele s Naréndrou Módím. Strana získala nadpoloviční počet křesel.
 Pákistán oznámil, že úspěšně otestoval strategickou raketu Šahín-2 středního doletu, schopnou nést konvenční i jadernou hlavici. Oznámení přišlo v době den, kdy v sousední Indii, s níž má Pákistán již dlouhodobě velmi napjaté vztahy, končí parlamentní volby.
24. května – pátek
 V Česku byly zahájeny volby do Evropského parlamentu, které potrvají do 25. května 2019.
 Britská premiérka Theresa Mayová oznámila demisi k 7. červnu 2019.
 V obci Dražůvky na kyjovsku zůstali po střelbě dva mrtví. Jedním je zabarikádovaný muž, druhým místostarosta obce.
 Mezinárodní federace ledního hokeje oznámila dějiště světových šampionátů pro roky 2023, 2024 a 2025. V roce 2023 by se mělo mistrovství světa v ledním hokeji konat v Petrohradu v Rusku, v roce 2024 v Praze a Ostravě v Česku a roku 2025 ve Švédsku a Dánsku (města konání pro rok 2025 nejsou známa).
26. května − neděle
 Skončily celoevropské volby do Evropského parlamentu. Mezi frakcemi zvítězila Evropská lidová strana (179 křesel) následovaná Pokrokovým spojenectvím socialistů a demokratů (150 křesel). Poprvé po 40 letech tato dvě uskupení nezískala v parlamentu většinu. Nejvíce posílila třetí Aliance liberálů a demokratů pro Evropu (107 křesel) a čtvrtá Zelení / Evropská svobodná aliance (70 křesel), do Europarlamentu se dostali také zástupci krajně pravicových a euroskeptických stran. Volební účast byla nejvyšší od roku 1994 a dosáhla 50,95 % oprávněných voličů.
 Výsledky voleb do Evropského parlamentu v Česku: ANO 2011 6 křesel 21,18 % (frakce ALDE); ODS 4 křesla 14,54 % (ECR); Piráti 3 křesla 13,95 %; STAN+TOP 09 3 křesla 11,65 % (EPP); SPD 2 křesla 9,14 %; KDU-ČSL 2 křesla 7,24 % (EPP) a KSČM 1 křeslo 6,94 % (GUE-NGL).
 Na slovenských stadionech v Košicích a Bratislavě se konalo mistrovství světa v ledním hokeji, ve kterém zvítězilo Finsko před druhou Kanadou a třetím Ruskem. Česko se umístilo čtvrté.
27. května − pondělí
 V 09:23 moskevského času odstartovala z kosmodromu Pleseck v Archangelské oblasti nosná raketa Sojuz 2.1b, která vynesla na oběžnou dráhu kolem Země navigační družici Glonass-M.
28. května − úterý
 V letadle na letišti v Bruselu s premiérem Andrejem Babišem omylem vystřelil člen Ochranné služby ze služební zbraně. Nikdo nebyl zraněn. Incident vyšetřuje Generální inspekce bezpečnostních sborů.
29. května − středa
 Ve věku 87 let zemřel český spisovatel, jazykovědec, překladatel, dramatik a básník Jiří Stránský.; 31. května − pátek
 Nejméně 13 lidí bylo zabito při střelbě na radnici ve městě Virginia Beach.
 Britská elektrizační soustava nepoužila po dobu dvou týdnů od pátku 17. května 15:12 ZELČ (16:12 SELČ) elektřinu z uhelných elektráren. Jde zatím o nejdelší takové období v historii od konce 19. století.
30. května − čtvrtek

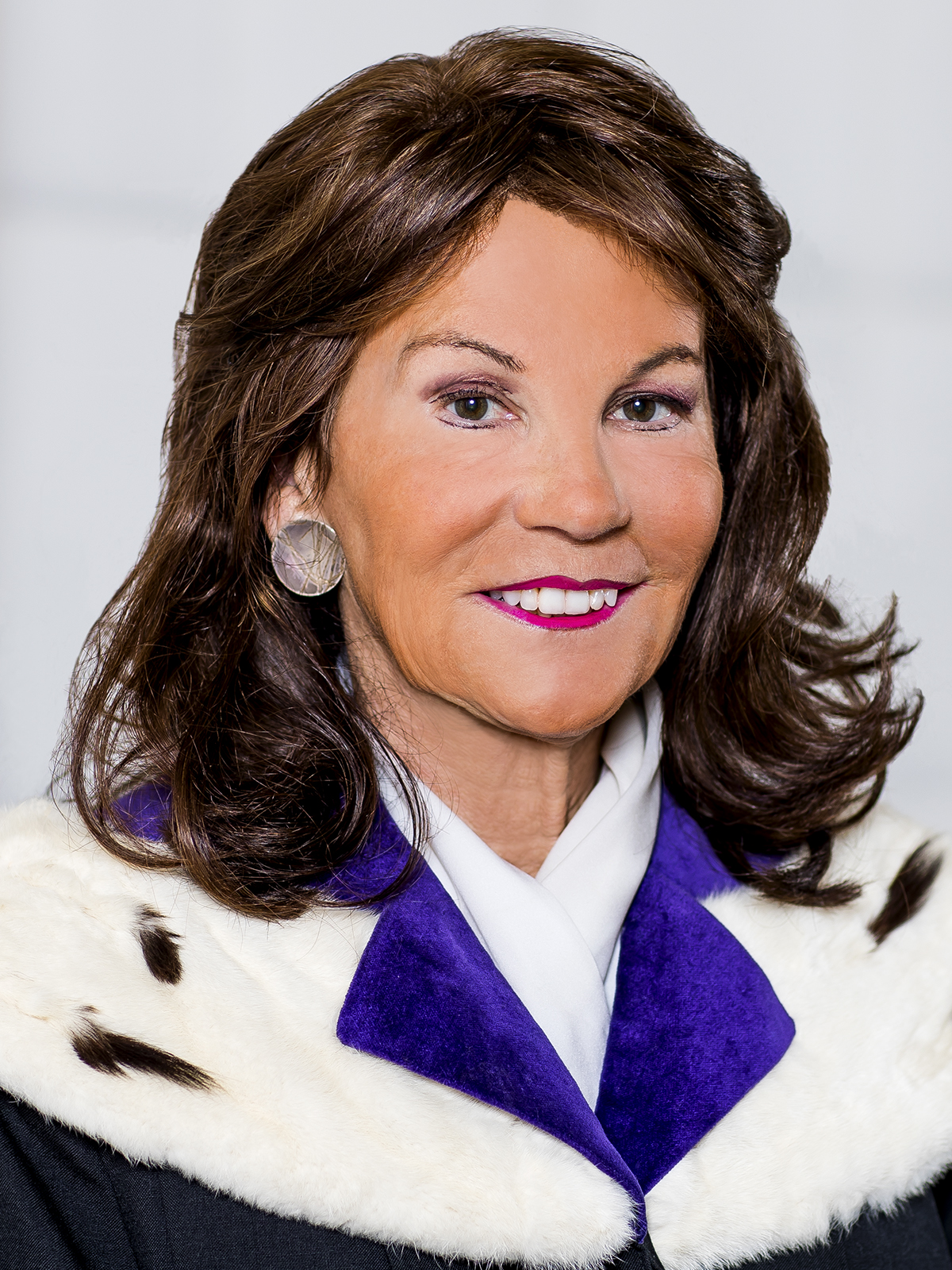
Brigitte Bierleinová

 Rakouský prezident Van der Bellen jmenoval novou rakouskou kancléřkou Brigittu Bierleinovou (na obrázku).
 Při potopení výletní lodi Hableány zahynulo nejméně 28 lidí. u Markétina mostu
31. května − pátek
 Nejméně 13 lidí bylo zabito při střelbě na radnici ve městě Virginia Beach.
 Britská elektrizační soustava nepoužila po dobu dvou týdnů od pátku 17. května 15:12 ZELČ (16:12 SELČ) elektřinu z uhelných elektráren. Jde zatím o nejdelší takové období v historii od konce 19. století.